# Rechtsanwaltsfachangestellter
Rechtsanwaltsfachangestellter, abgekürzt auch ReFa, ist in Deutschland ein staatlich anerkannter Ausbildungsberuf mit einer Ausbildungszeit von drei Jahren (§§ 1 und 3 ReNoPatAusbV). Die Ausbildung umfasst alle Arbeiten, die in einer Anwaltskanzlei anfallen. Bis 1995 lautete die offizielle Berufsbezeichnung Rechtsanwaltsgehilfe.

## Ausbildung
Der Ausbildungsberuf ist in der Verordnung über die Berufsausbildung zum Rechtsanwaltsfachangestellten, zum Notarfachangestellten, zum Rechtsanwalts- und Notarfachangestellten und zum Patentanwaltsfachangestellten (ReNoPat-Ausbildungsverordnung – ReNoPatAusbV) geregelt. Die Ausbildungszeit kann bei entsprechender Vorbildung und guter Leistung in der Berufsschule verkürzt werden.
Eine bestimmte schulische oder berufliche Vorbildung ist nicht Voraussetzung für den Zugang zu dem Ausbildungsberuf, meist wird ein mittlerer Bildungsabschluss oder Abitur vorausgesetzt. Der Ausbildungsvertrag wird zwischen dem Rechtsanwalt und dem Auszubildenden abgeschlossen, der von der zuständigen Rechtsanwaltskammer in das Verzeichnis der Berufsausbildungsverhältnisse eingetragen wird.
Die Ausbildungsvergütung ist in § 17 des Berufsbildungsgesetzes geregelt. Die regionalen Kammern können für die Ausbildungsvergütung Mindestsätze festlegen.
Beispielsweise gelten für den Kammerbezirk der Rechtsanwaltskammer München ab 1. August 2024 folgende Mindestsätze:
- 1. Ausbildungsjahr 1.030,- €
- 2. Ausbildungsjahr 1.150,- €
- 3. Ausbildungsjahr 1.270,- €

Die Ausbildung umfasst alle Arbeiten, die in einer Anwaltskanzlei anfallen. Dazu gehören beispielsweise Aktenführung, Mandantenempfang und Telefonate, Wiedervorlagen, Erledigung von Schriftverkehr nach Diktat oder eigenständig (Anspruchsbegründungen, Klageerwiderungen, Klageeinreichungen), Überwachung von Terminen, Berechnung von Fristen (Berufung, Revision), Buchführung und Kassenwesen, Führen des Terminkalenders, Vorbereiten von Mandantenbesprechungen, gerichtliche Mahnverfahren und Zwangsvollstreckungen (Pfändungen, Mobiliarvollstreckung, Pfändungs- und Überweisungsbeschluss) und das Organisieren und Abrechnen von Geschäftsreisen.
Am 8. Dezember 2023 wurden in Deutschland 2172 neue Ausbildungsverträge abgeschlossen, davon 1974 von Frauen. Auf der Rangliste 2023 der Ausbildungsberufe nach Neuabschlüssen in Deutschland über alle Geschlechter steht der Ausbildungsberuf damit bundesweit auf Rang 51, bei den Frauen bundesweit auf Rang 18.

## Beruf
Neben der Beschäftigung in einem Anwaltsbüro sind beispielsweise Anstellungen in Inkassobüros, bei Wirtschaftsprüfungsgesellschaften und in Mahnabteilungen von Versandhäusern, Warenhausketten sowie bei Banken, Sparkassen und Versicherungen möglich. Gerne werden Rechtsanwaltsfachangestellte aber auch bei zahlreichen Gerichten sowie in der öffentlichen Verwaltung eingestellt.
Nach zwei Jahren Ausbildung kann eine Weiterbildung zum geprüften Rechtsfachwirt, Notarfachwirt, Notarassistent, Notarfachreferent oder Notarinspektor anstrebt werden; hier bestehen Unterschiede zwischen den Bundesländern. Ein verwandter Beruf ist der Kanzleiassistent in Österreich bzw. der Legal Administrative Assistant oder auch Legal Assistant im englischsprachigen Raum.